# 河上英一
河上 英一（かわかみ ひでかつ、1909年（明治42年）3月2日 - 1992年（平成4年）8月12日）は、日本の演劇評論家。

## 略歴
1909年（明治42年）3月2日に東京府京橋で生まれる。1934年（昭和9年）、法政大学法文学部を卒業する。
1937年（昭和12年）に読売新聞に入社し、レビュー担当記者になる。読売新聞娯楽部長を経て、演劇評論家になる。
読売新聞夕刊娯楽面に毎週「月曜ジャーナル」を掲載した。
また、芸術選奨文部科学大臣賞の演劇部門の選考委員を務めた。
1992年（平成4年）8月12日に死去、83歳。

## 著書
- 『月曜ジャーナル 』（学風書院、1960）